# Lautzenhausen
Lautzenhausen är en kommun och ort i Rhein-Hunsrück-Kreis i förbundslandet Rheinland-Pfalz i Tyskland.
Kommunen ingår i kommunalförbundet Verbandsgemeinde Kirchberg (Hunsrück) tillsammans med ytterligare 39 kommuner.
Kommunen är belägen vid Hunsrückhöhenstraße och är mest känd för flygplatsen "Flughafen Frankfurt-Hahn".